# يو إف سي على إي إس بي إن: كوفينغتون ضد لولر
يو إف سي على إي إس بي إن: كوفينغتون ضد لولر (بالإنجليزية: UFC on ESPN: Covington vs. Lawler)‏ هو حدث لفنون القتال المختلطة نظمته يو إف سي، أُقيم في 3 أغسطس 2019، على مركز الحصافة في نيوآرك، نيو جيرسي، الولايات المتحدة.